# زدی اوچخوبی
زدی اوچخوبی ( گرجی: ზედა უჩხუბი) یک روستا در شهرداری ازورگتی ناحیه گوریا در غرب گرجستان است.